# Aigrette garzette

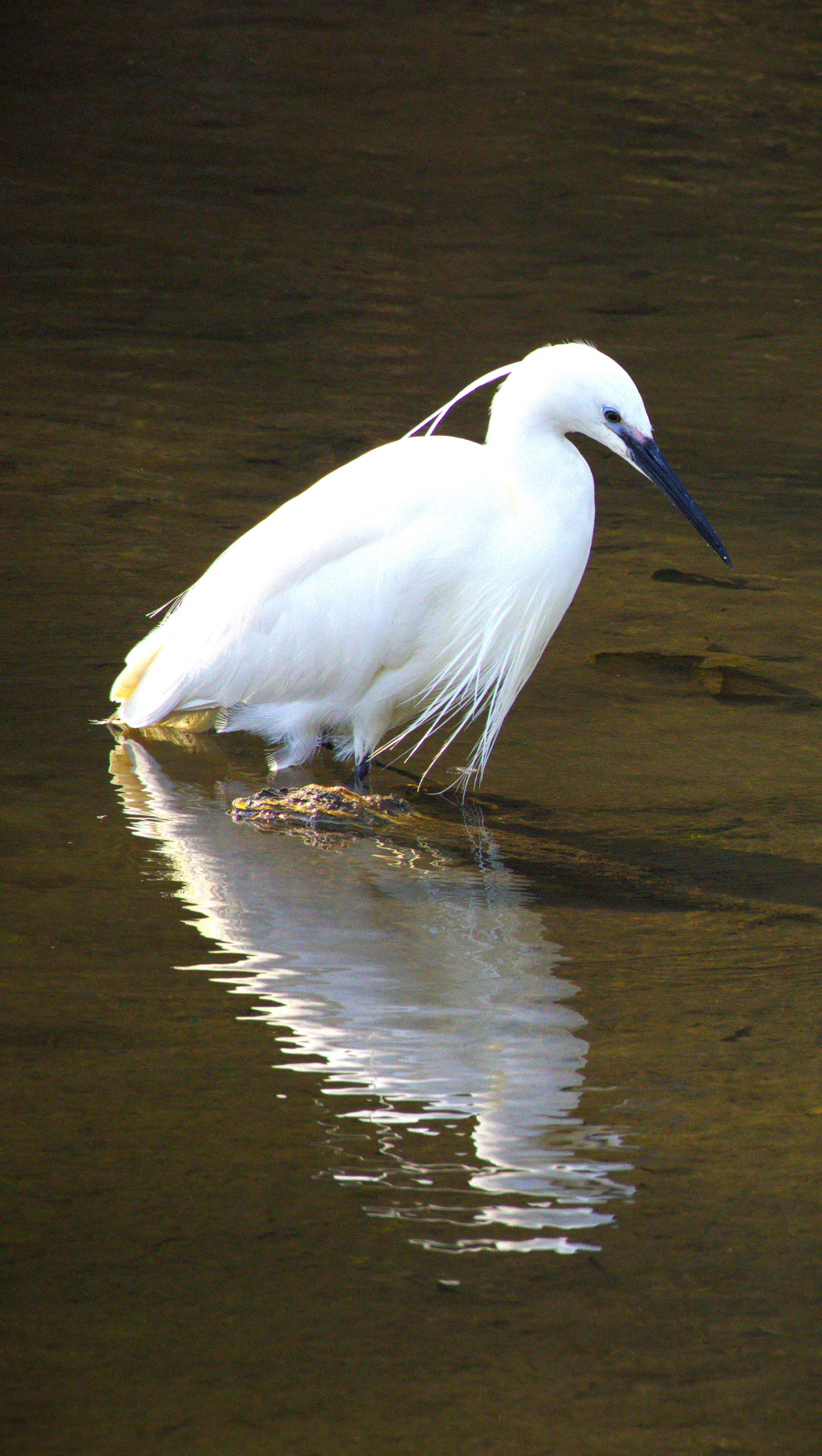
Photo prise dans le vallon du Stangallar à Brest (29200)

Egretta garzetta
Espèce
Statut de conservation UICN

 LC  : Préoccupation mineure
Statut CITES
L'Aigrette garzette (Egretta garzetta) est une espèce d'oiseaux de la famille des Ardeidae.

## Description
L'aigrette garzette mesure entre 55 et 65 cm avec une envergure de 85 à 95 cm. Elle pèse 500 g en moyenne. Il n'y a pas de dimorphisme sexuel. Elle est entièrement blanche avec un bec noir légèrement gris bleuté à la base et ses pattes sont noires avec des doigts jaunes. En période nuptiale, elle porte sur la nuque deux longues plumes fines de 20 cm environ appelées les aigrettes.

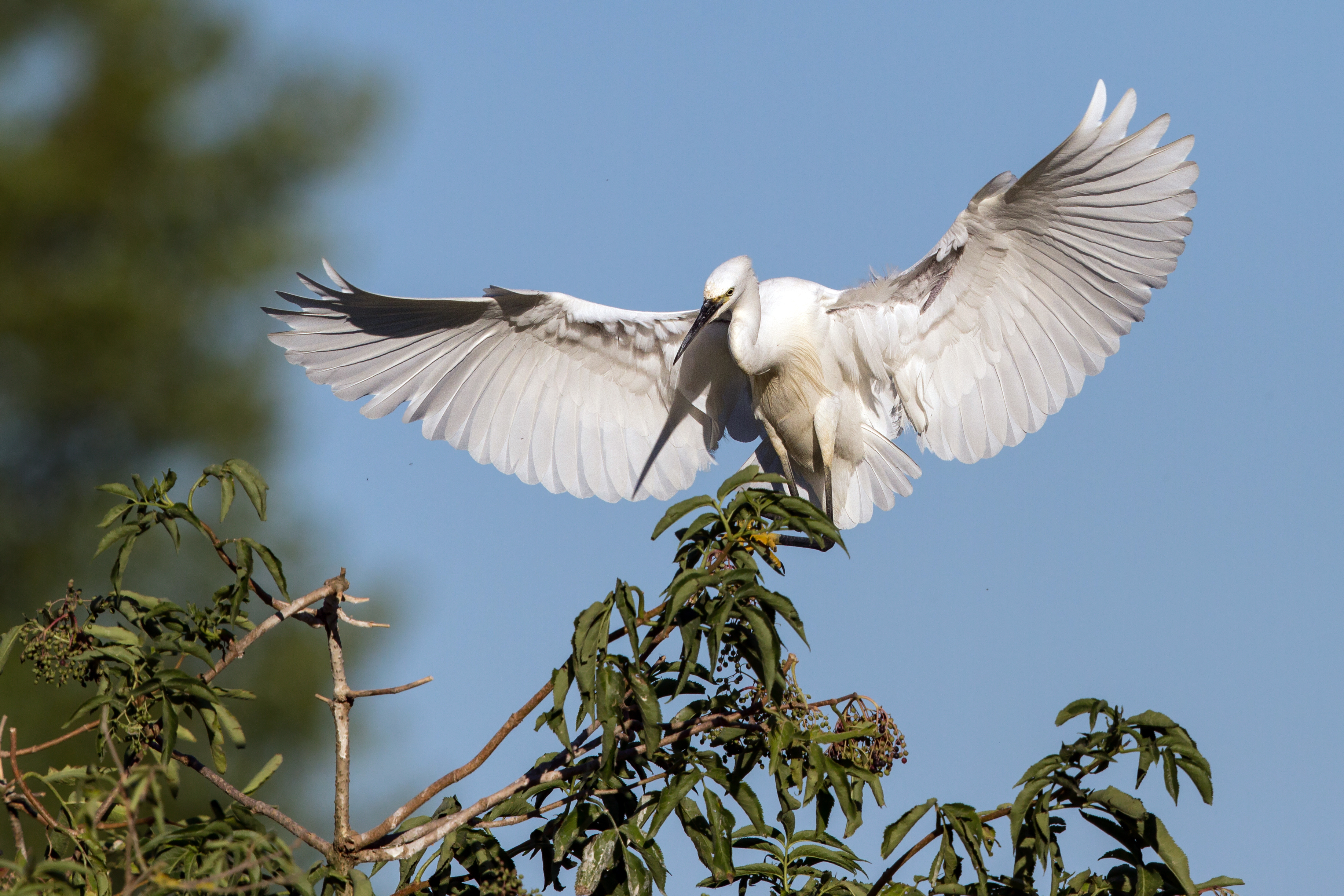
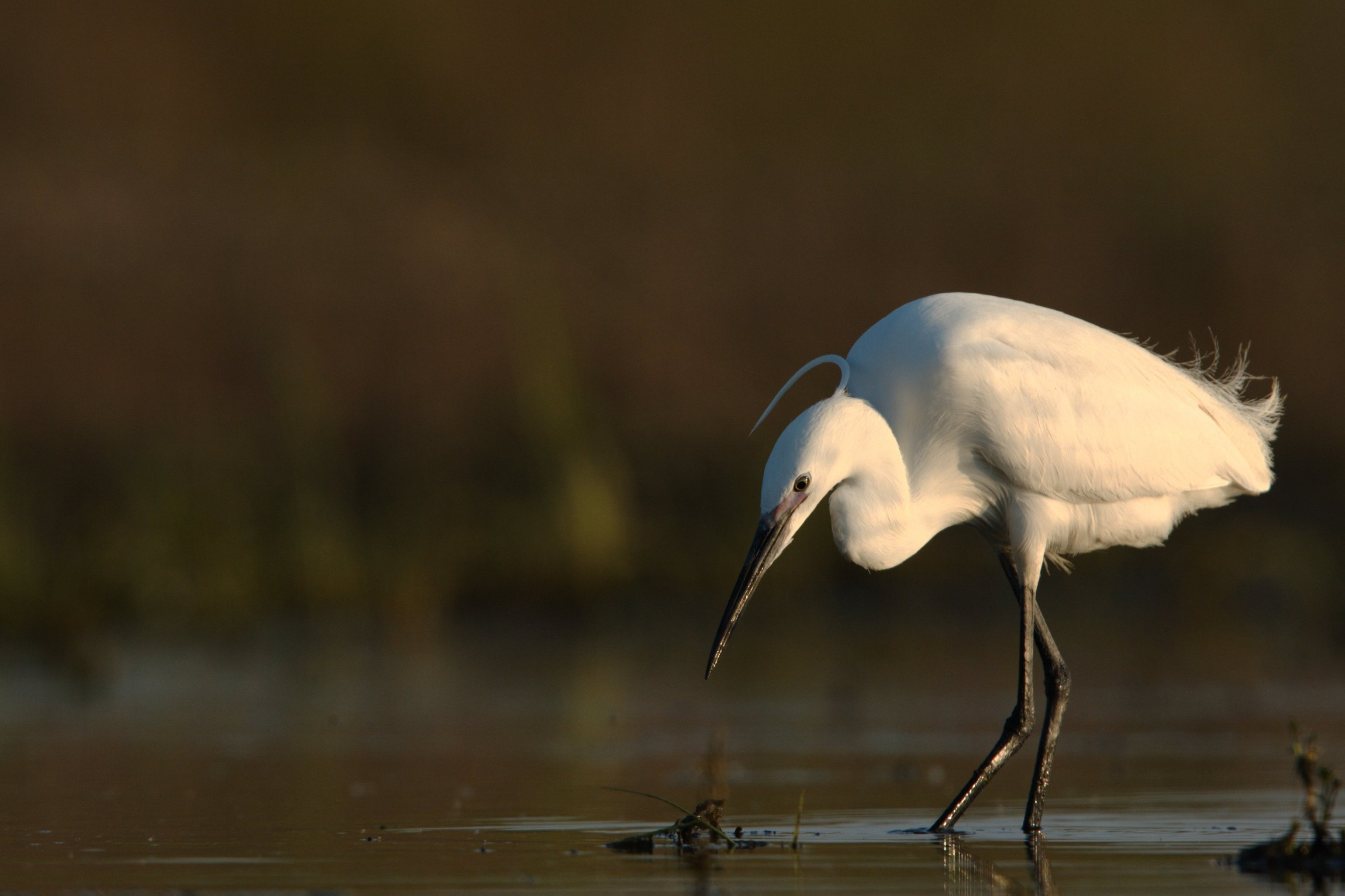
Aigrette garzette à la recherche de proies.
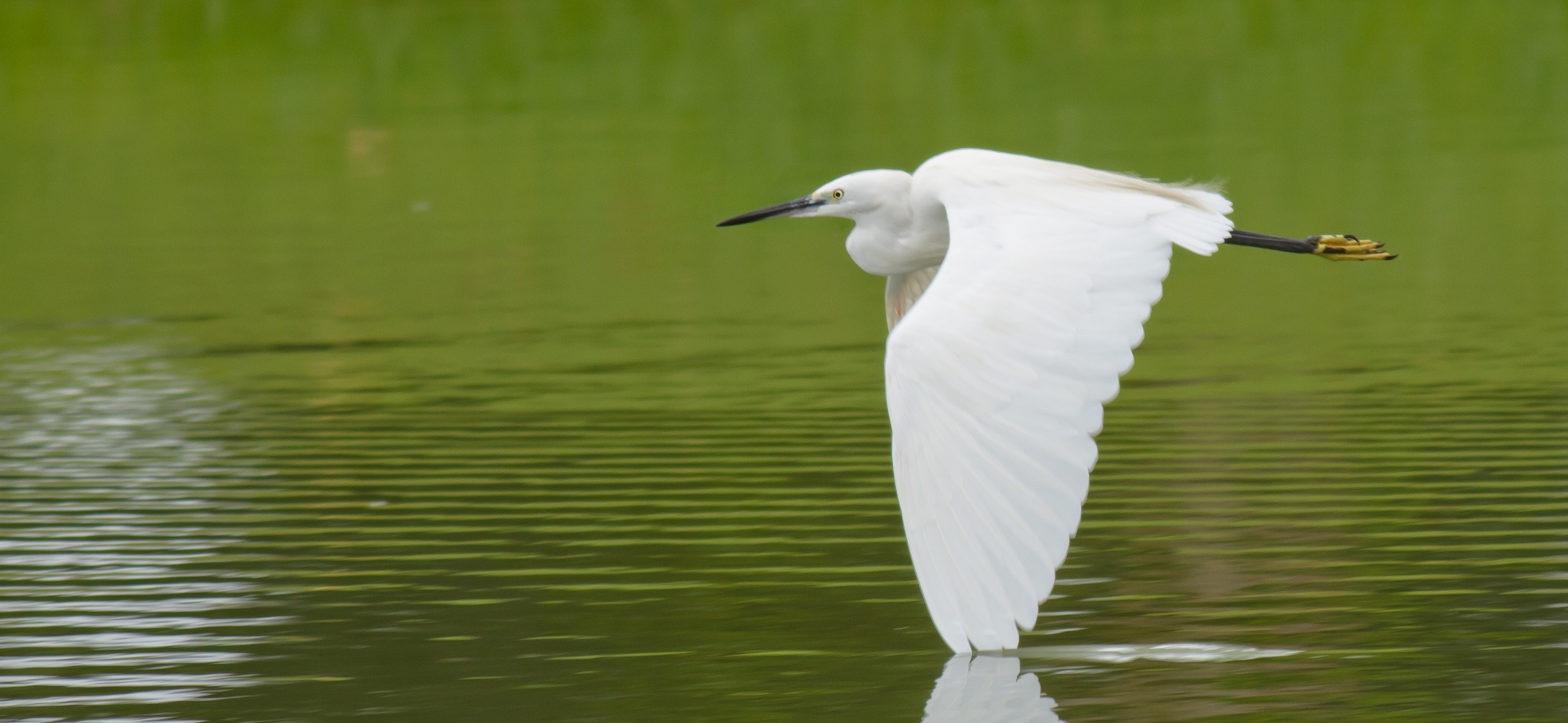
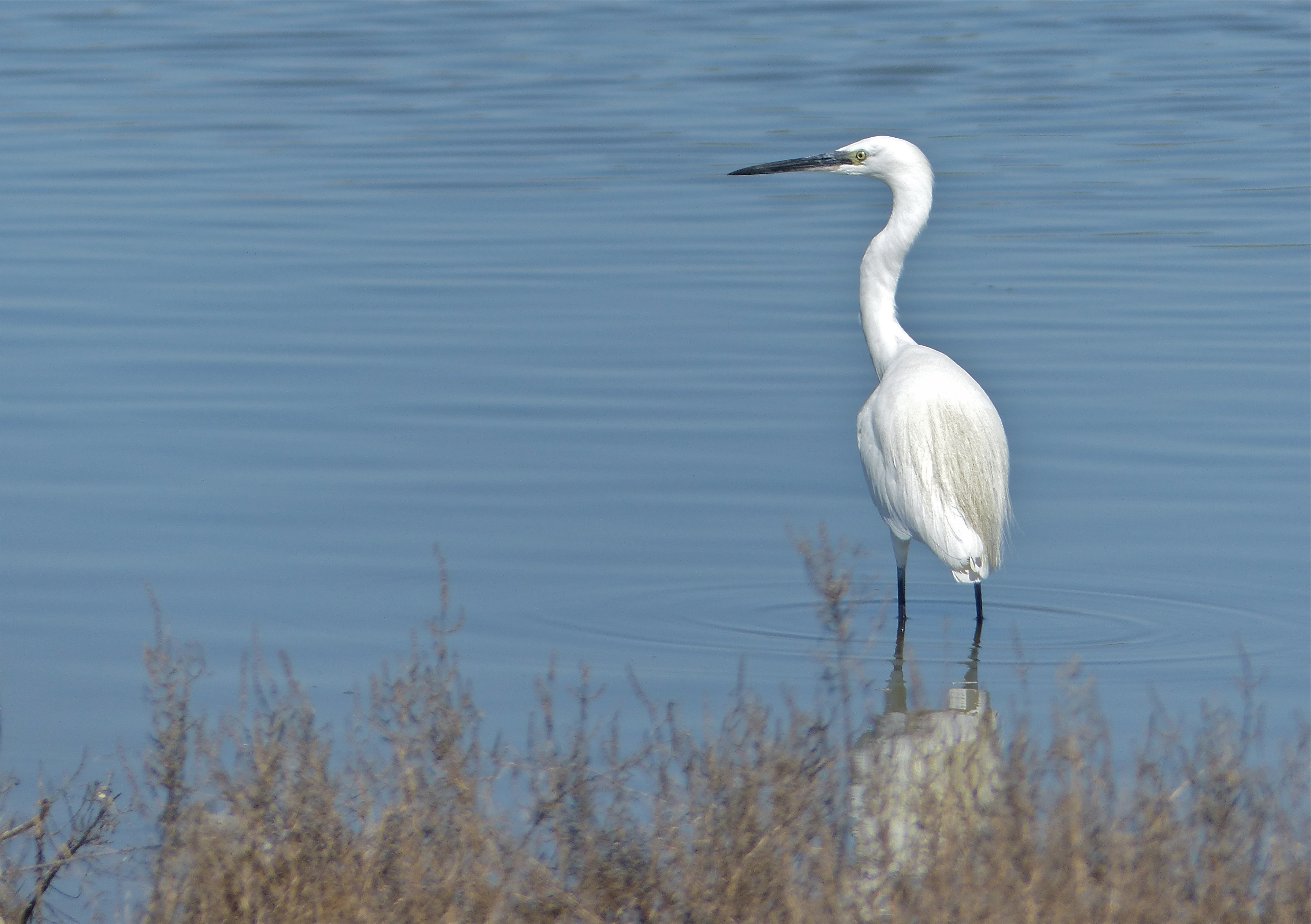
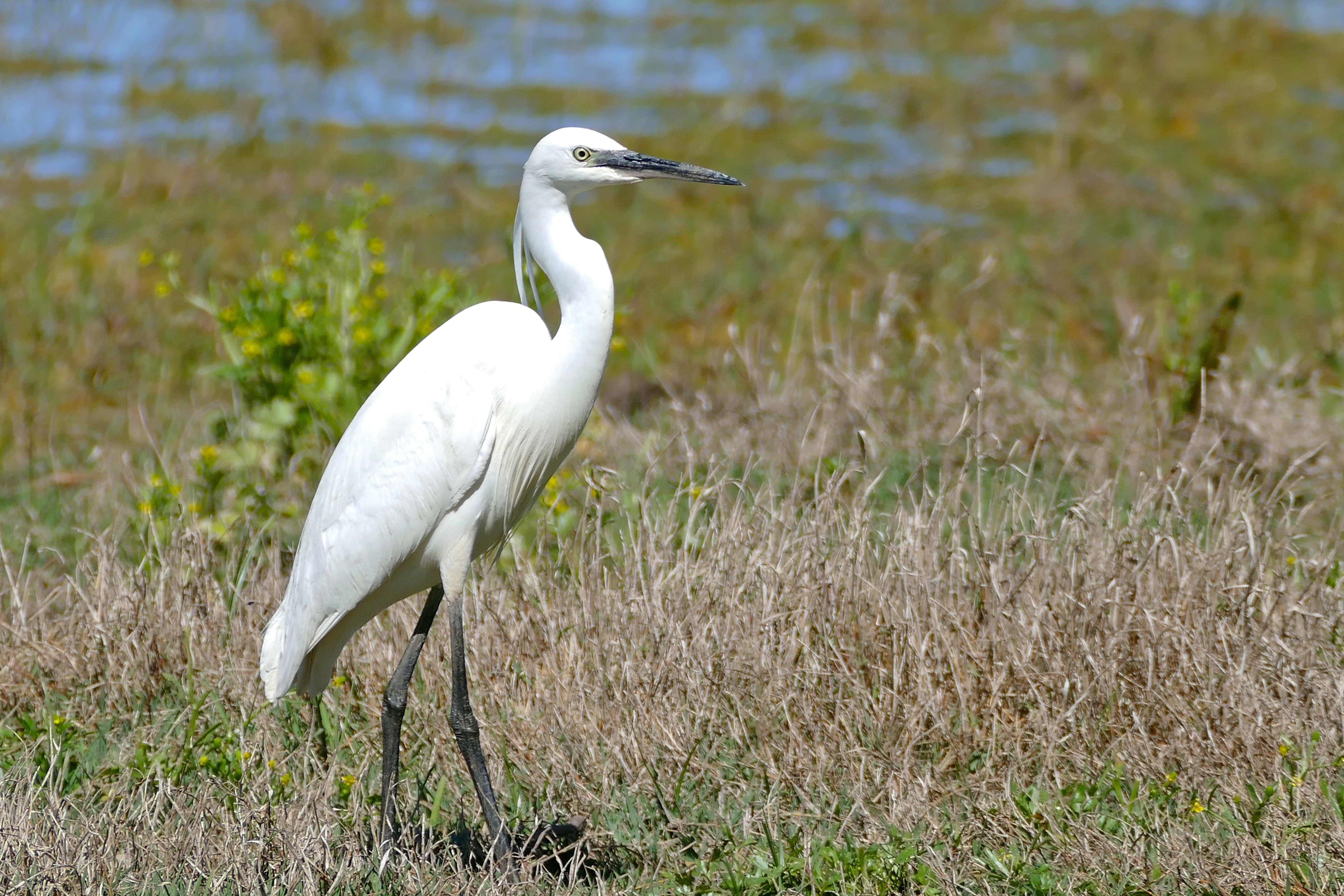
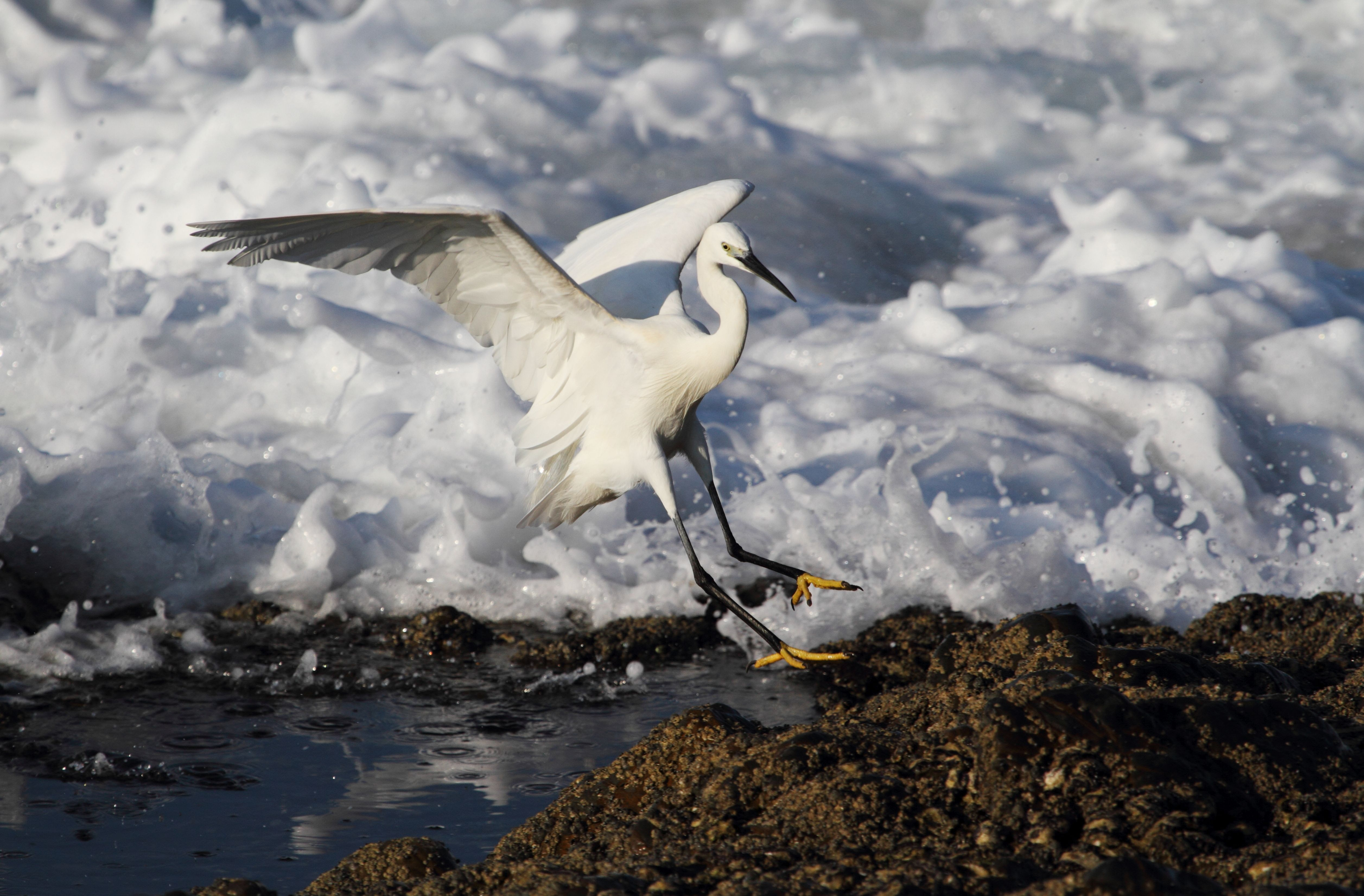
Une aigrette garzette s'envolant à l'arrivée d'une vague sur la plage de Salt Rock à Ballito, Afrique du Sud.
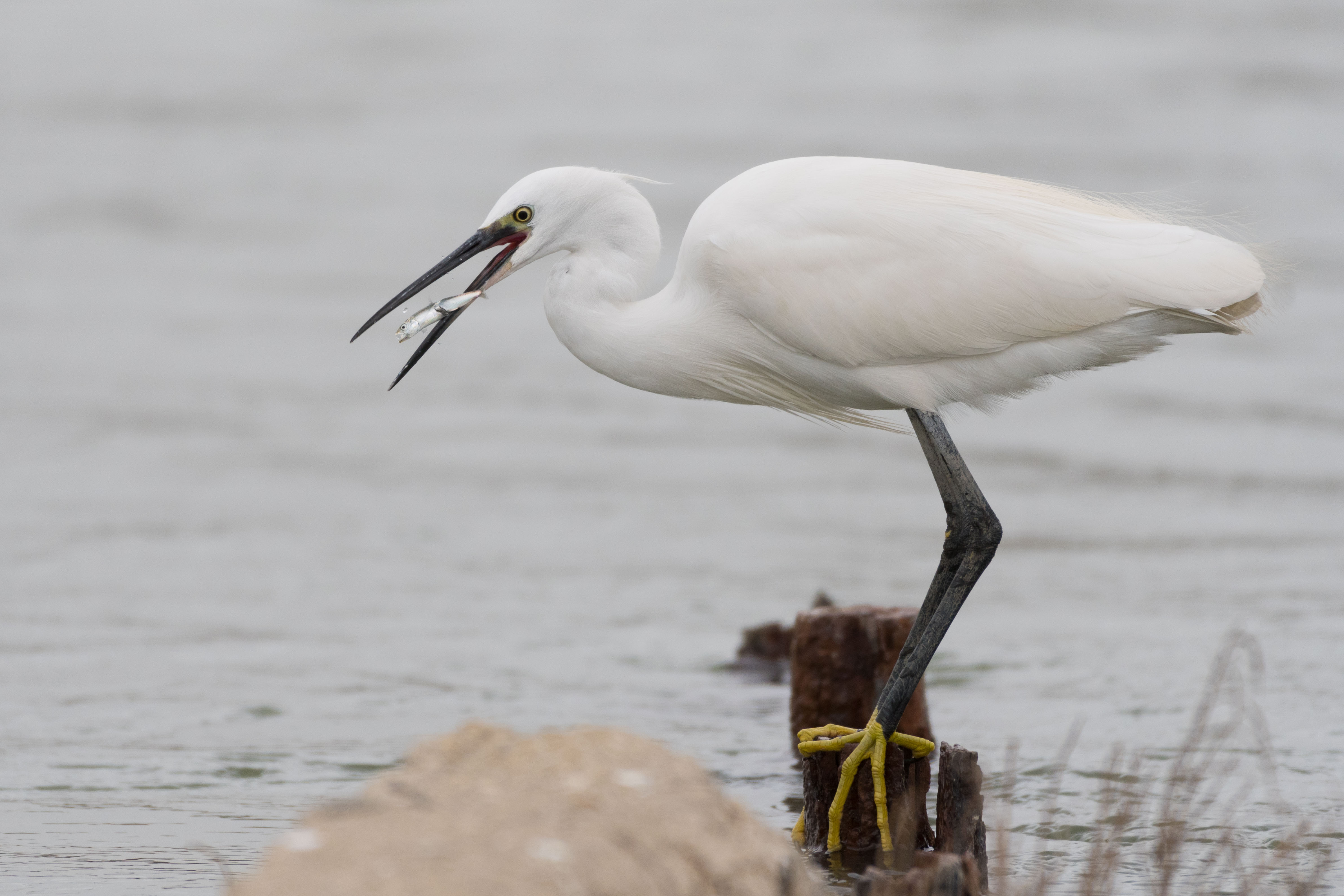
Aigrette garzette. Lac de Tunis, au sud (site Ramsar et ZICO ). Mars 2018.
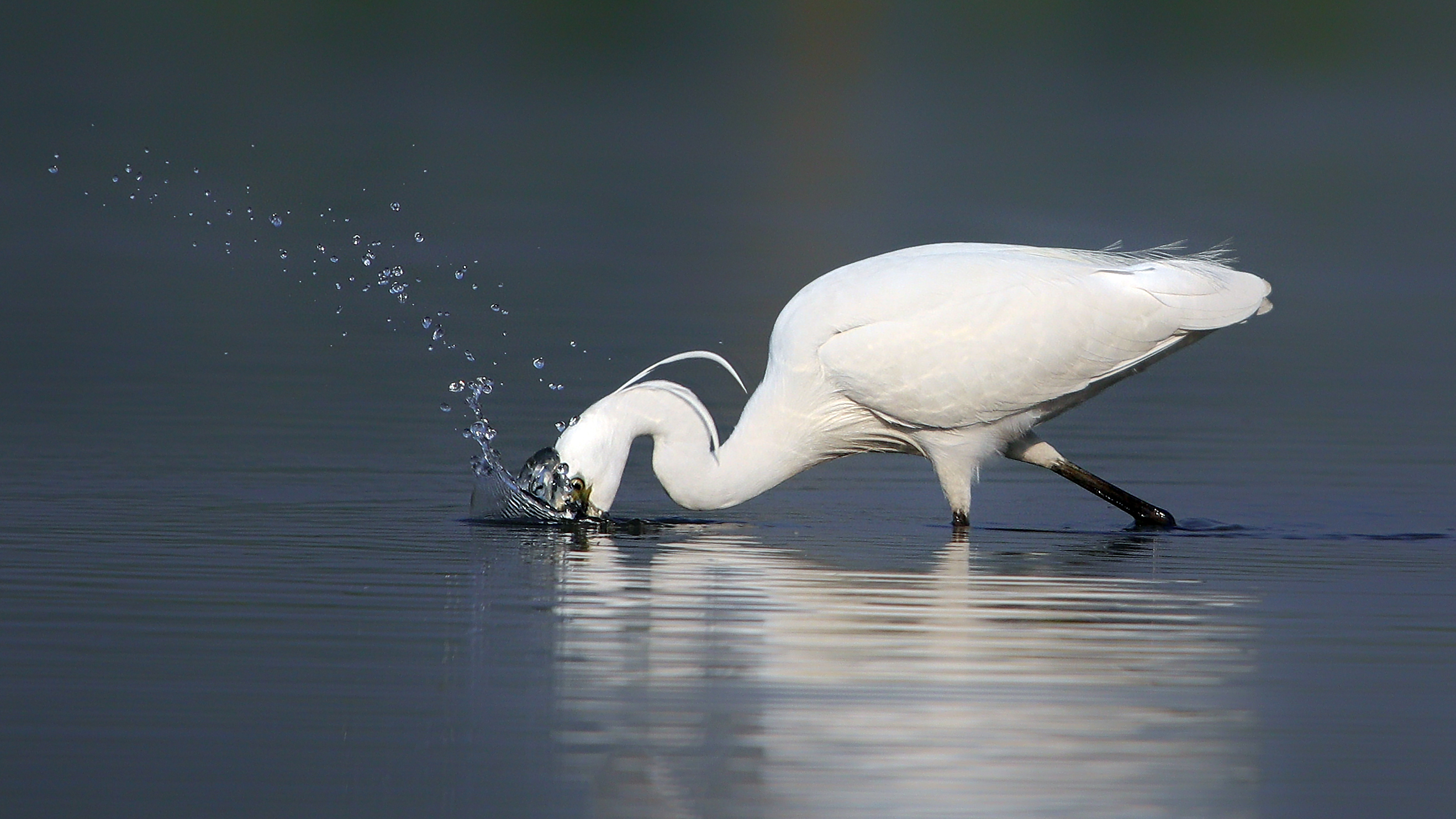
Aigrette garzette dans le সুন্দরবন পূর্ব বন্যপ্রাণ অভয়ারণ্য (bn), Bangladesh. Décembre 2018.
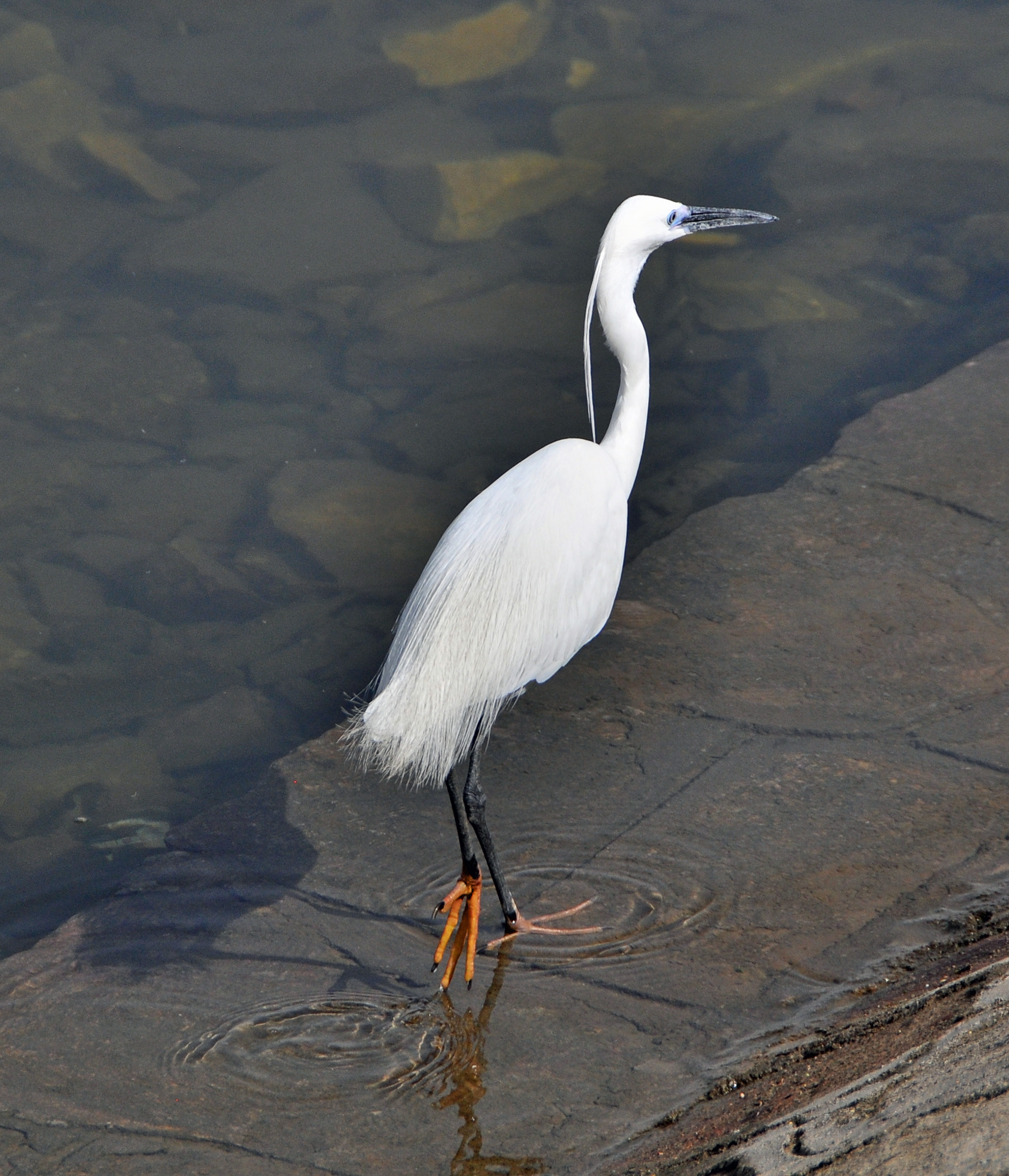
Aigrette garzette sur les bords du Nil près de Louxor, Égypte.
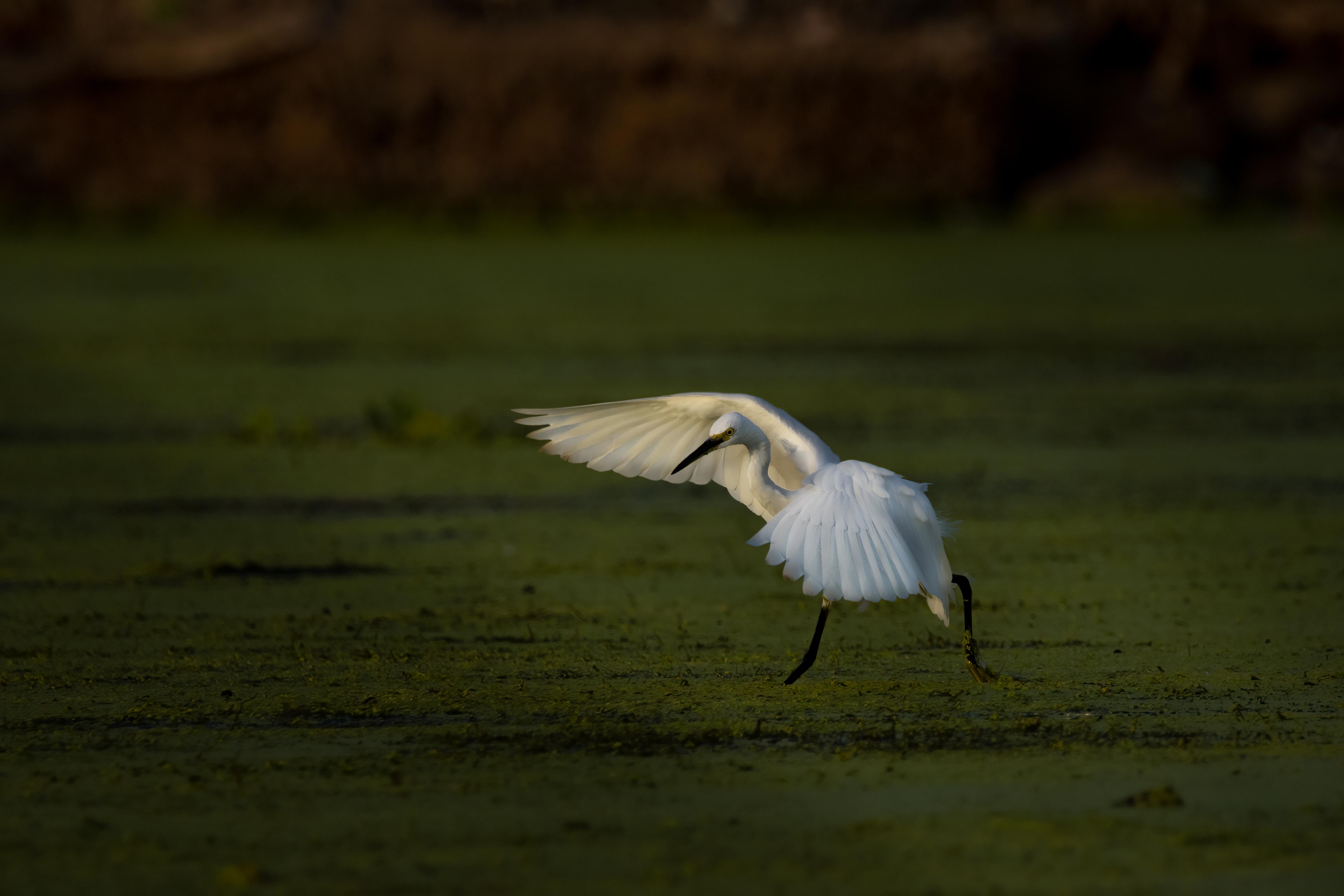
Une aigrette garzette en train de chasser sur le lac Taal aux Philippines. Février 2022.

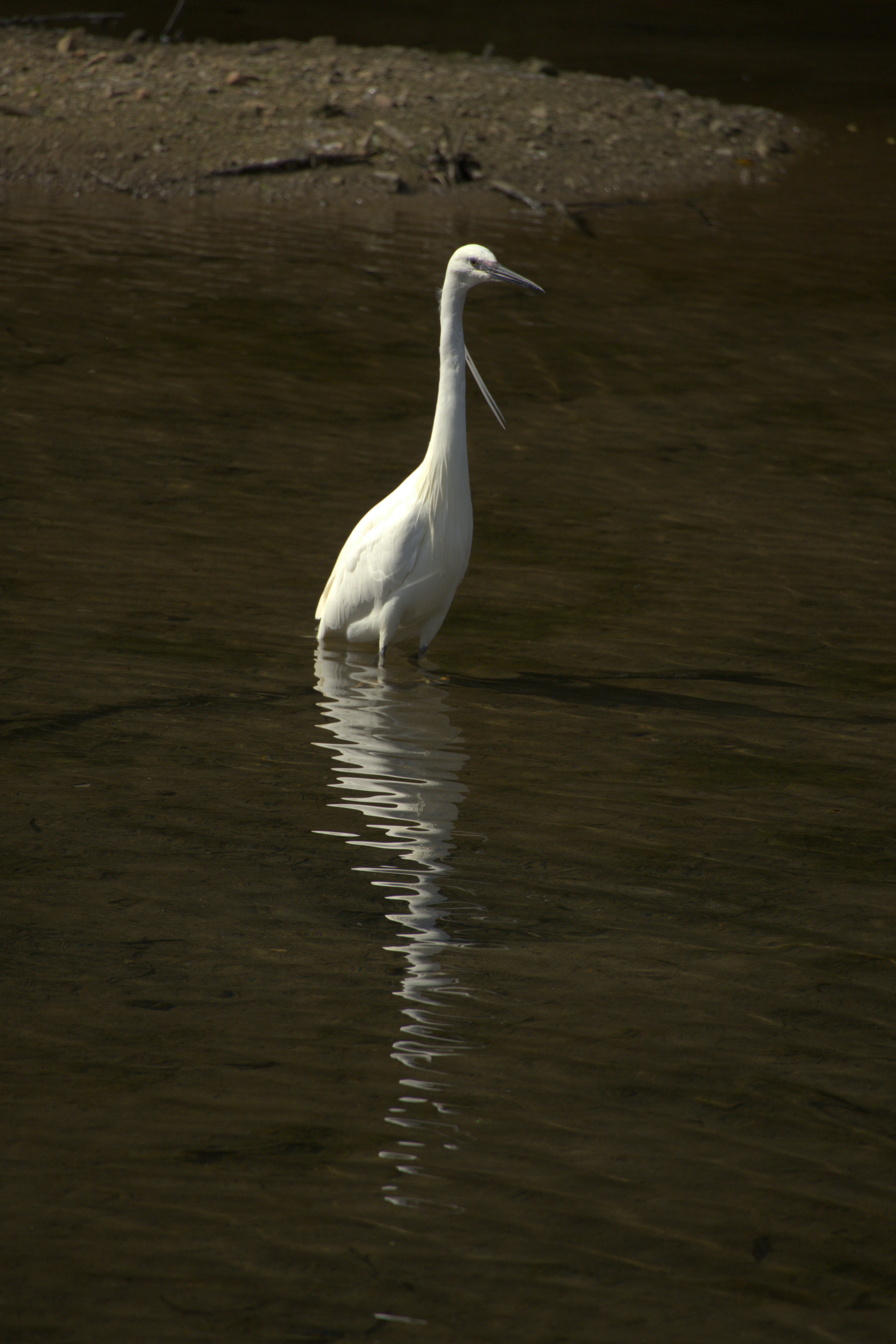
Photo d'une Aigrette Garzette prise dans le Vallon du Stangallar à côté de Brest (29200)

## Comportement

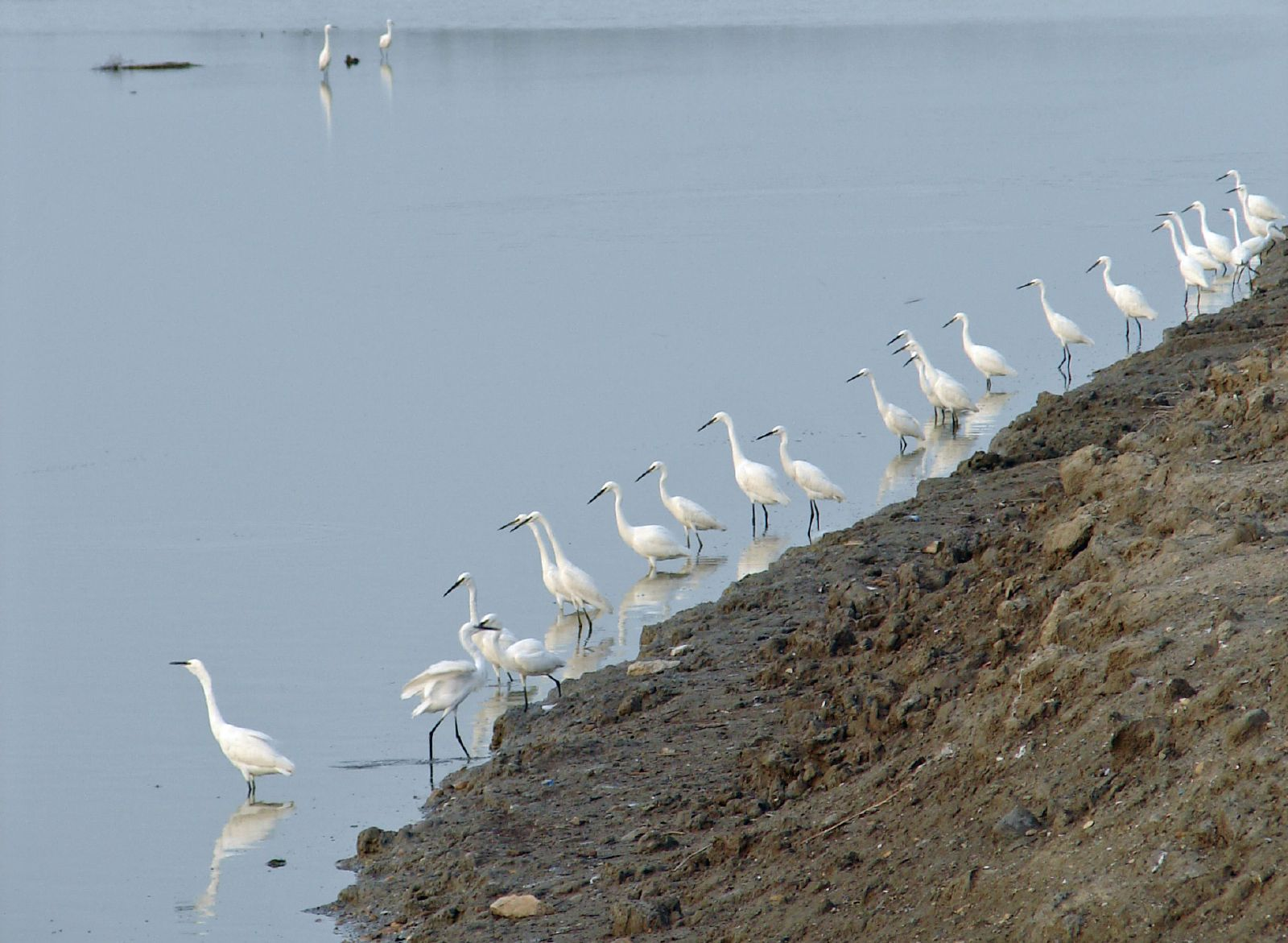
Aigrettes en formation pour la pêche en Camargue.

### Régime alimentaire
L'aigrette garzette a un régime alimentaire opportuniste. Elle se nourrit principalement de petits poissons (moins de 20 g), d'insectes aquatiques et terrestres, de crustacés, d'amphibiens, de mollusques, d'araignées, de vers, de reptiles et de petits oiseaux,.

### Chant
Silencieuse la plupart du temps, elle émet un cri rauque lorsqu'elle est dérangée ou sur la colonie.

### Reproduction
L'Aigrette garzette niche en colonie, souvent avec d'autres Ardéidés. Elle peut nicher au sol, dans les roselières, les broussailles ou jusqu'à 20 m de hauteur dans les arbres ou les rochers. Le couple construit ensemble le nid, il est constitué de roseaux et de brindilles.
La ponte constituée de 3 à 5 œufs bleu verdâtre a lieu entre fin avril et début mai. Le couple couve alternativement pendant une période de 21 à 25 jours. Les parents nourrissent les jeunes durant une quarantaine de jours. Les jeunes quittent le nid pour s'envoler au bout de 5 semaines. 

## Répartition et habitat

### Répartition
Elle est présente en Europe du Sud, sur tout le pourtour méditerranéen jusqu'en Afrique subsaharienne.

Généralement migratrice, la majeure partie de la population hiverne en Afrique mais une partie est aussi présente en France et en Espagne. L'espèce a fortement progressé ces dernières années, en colonisant massivement la façade atlantique française (60 % de l'effectif nicheur français en 2000). Elle a niché pour la première fois en Irlande en 1997 (12 à 55 couples de 1997 à 2001) et en Grande-Bretagne en 1998 (68 à 77 couples en 2000).

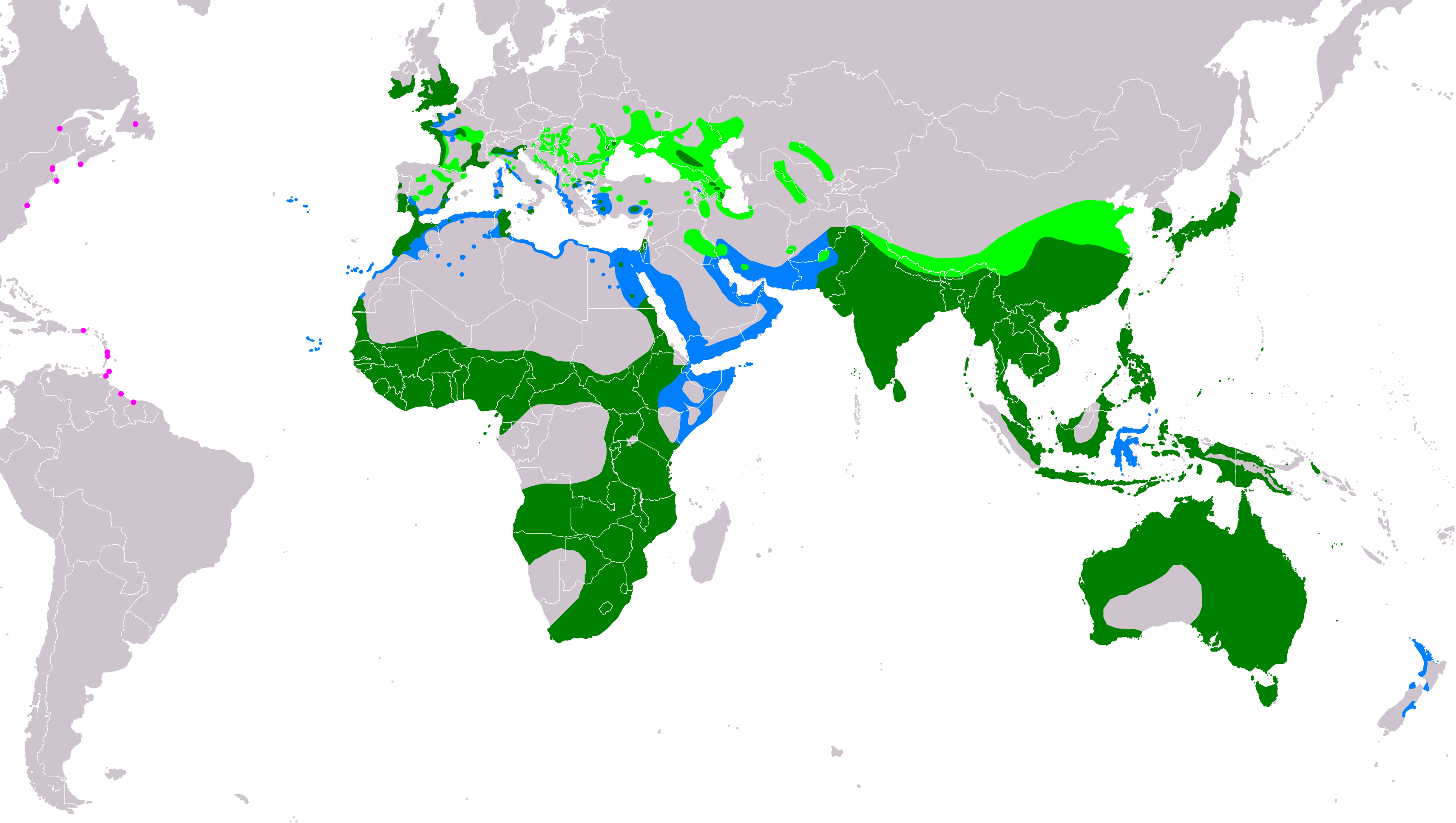
Répartition de l'Aigrette garzette

Elle se reproduit également au Moyen-Orient, notamment en Turquie. On la trouve aussi dans tout le sud-est asiatique.
Sensible au froid, ses effectifs diminuent fortement après les vagues de froid dans le nord de son aire de répartition, où certains oiseaux ont cependant tendance à se sédentariser. En hiver, elle se retire à l'intérieur des terres parfois à quelques centaines de kilomètres. Elle y retrouve les Cormorans qui fuient eux aussi la froideur de l'hiver.

### Habitat
L'Aigrette garzette se rencontre dans toutes les zones humides aux eaux peu profondes, lagunes, claires à huîtres, avec une prédilection pour les eaux saumâtres. Elle est aussi fréquente le long des cours d'eau que dans les marais dans certaines régions. Souvent observée en compagnie d'autres ardéidés.

## Systématique
L'espèce Egretta garzetta a été décrite par le naturaliste suédois Carl von Linné en 1766 . Le nom valide complet (avec auteur) de ce taxon est Egretta garzetta (Linnaeus, 1766). L'espèce a été initialement classée dans le genre Ardea sous le protonyme Ardea garzetta Linnaeus, 1766.

### Sous-espèces

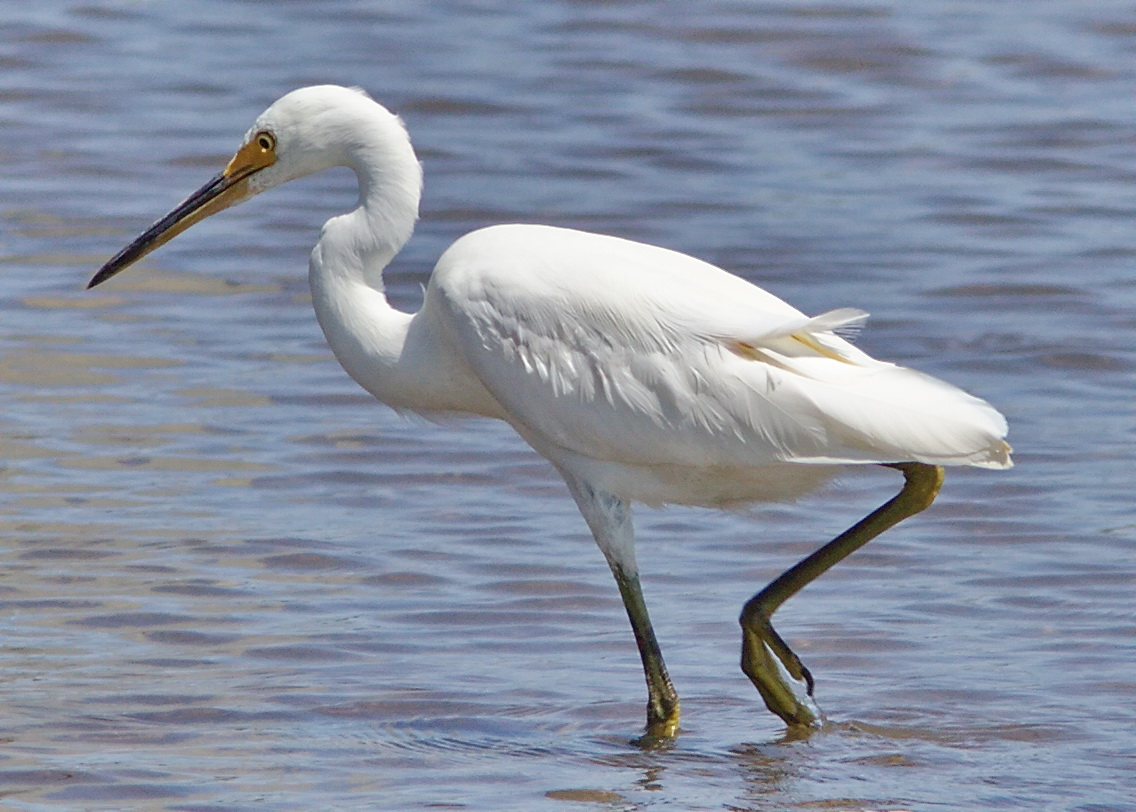
La sous-espèce E. g. nigriceps.

Selon la classification de référence du Congrès ornithologique international (15.1, 2025) elle se répartit en deux sous-espèces (ordre philogénique) :
- Egretta garzetta garzetta (Linnaeus, 1766) - paléarctique et afrotropique ;
- Egretta garzetta nigripes (Temminck, 1840) — Insulinde, Nouvelle-Guinée et Australie.

## L'Aigrette garzette et l'Homme

### Usage ancien des plumes
Elle était naguère très recherchée pour son plumage par les chapeliers.

### Philatélie
L'aigrette Garzette figure sur un timbre français émis en 1975.
Egretta garzetta figure sur un timbre émis par la République du Cap-Vert en 2003.

## Galerie

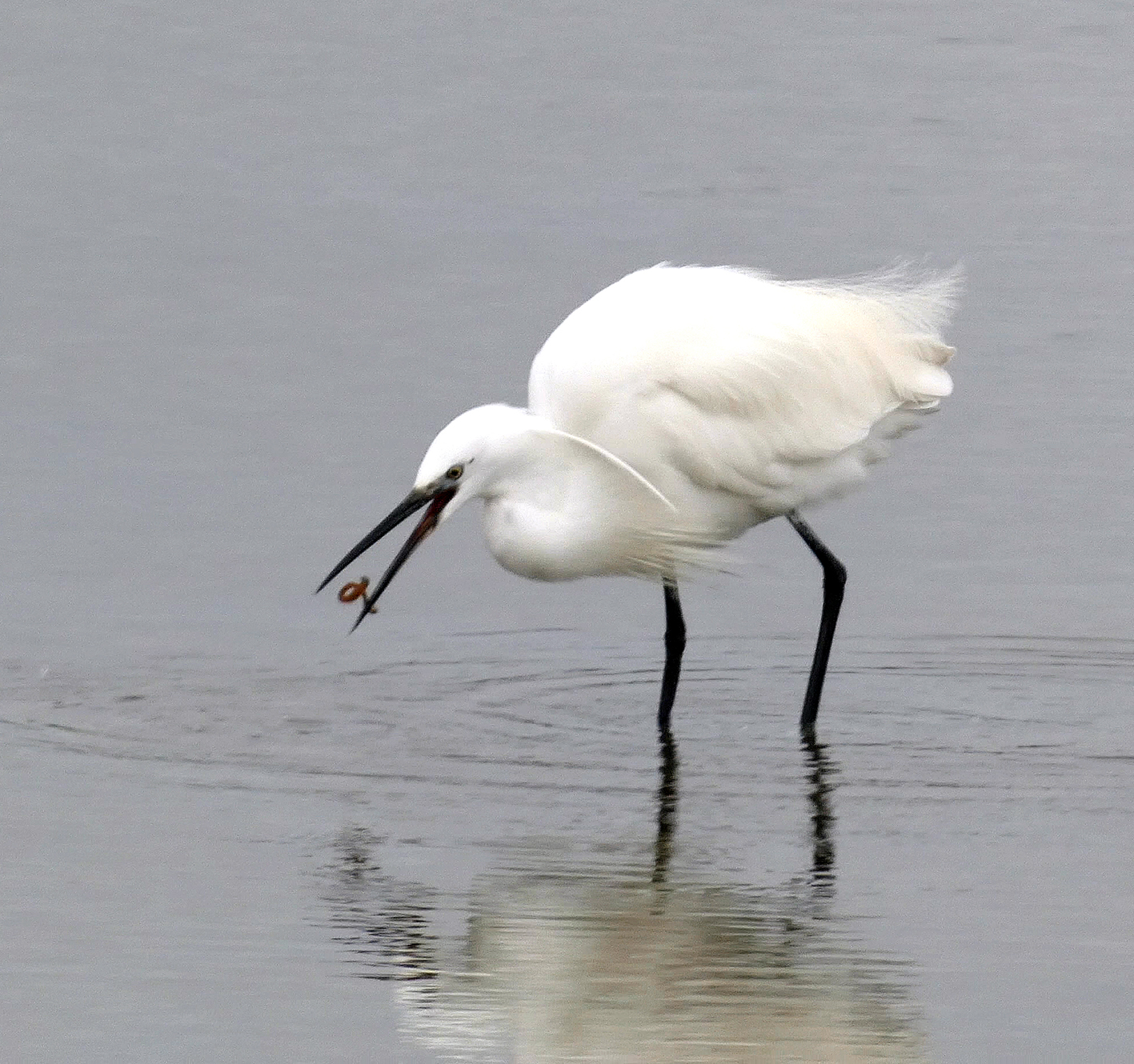
Marais salants de Guérande.
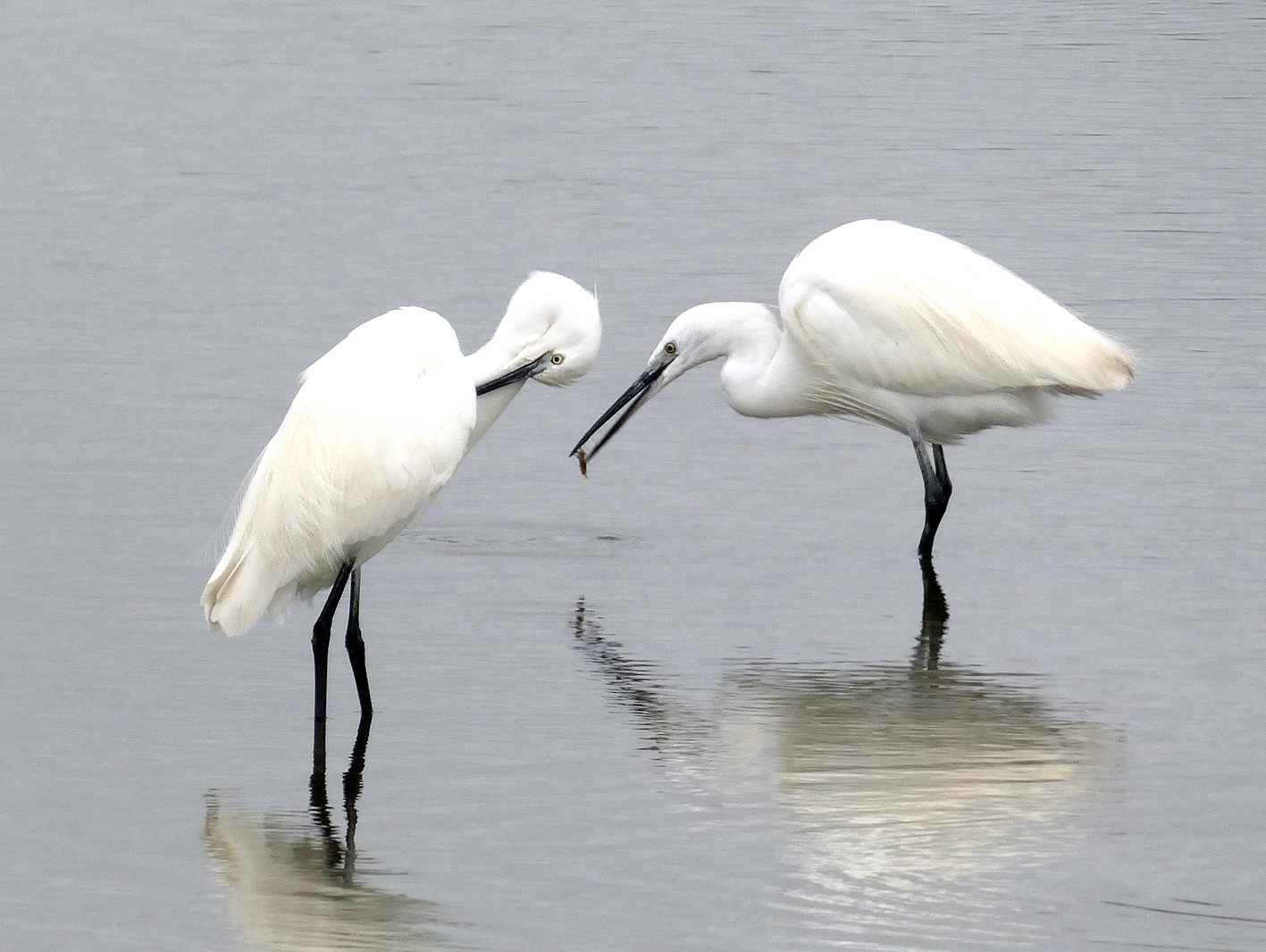
Marais salants de Guérande.
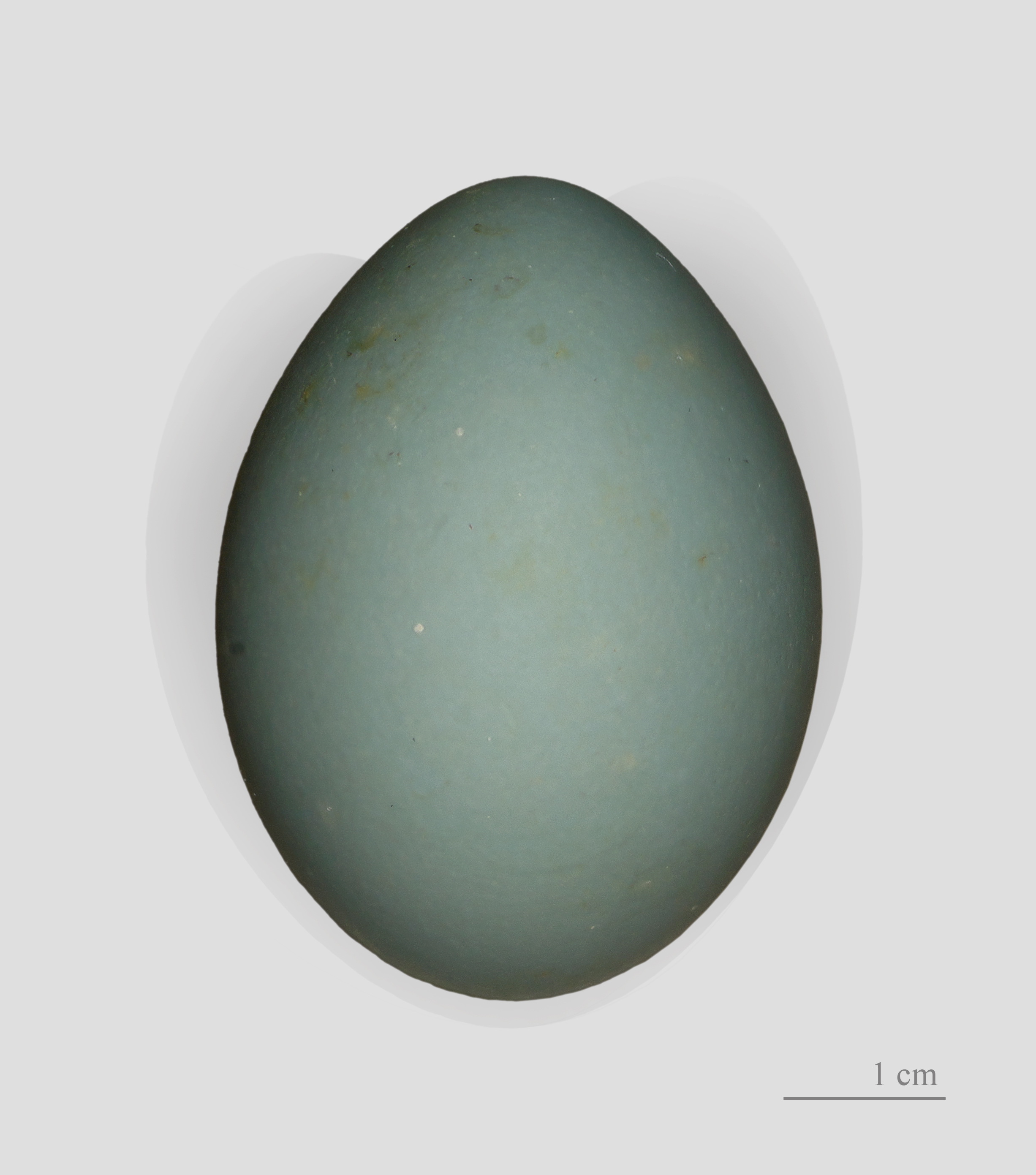
Œuf collecté par Henri Heim de Balsac - Muséum de Toulouse